# パオロ・ボルセリーノ
パオロ・ボルセリーノ（イタリア語: Paolo Borsellino　1940年1月19日 - 1992年7月19日）はイタリアの裁判官。友人のジョヴァンニ・ファルコーネ治安判事らと共にマフィア撲滅に向けて活動していたが、ファルコーネがマフィアに暗殺されてから2ヶ月余りのちに車に仕掛けられた爆弾により暗殺された。

## 生涯

### 生い立ち
1940年1月19日、パレルモ市内の貧しい地区ラ・カルサの中流家庭で生まれた。パレルモ大学で法学を学び、1962年に優秀な成績で卒業した。1963年、父ディエゴの死後、裁判官試験に合格した。

### 裁判官
翌年よりシチリアの各都市（1965年エンナ、1967年マツァーラ・デル・ヴァッロ、1969年モンレアーレ）にて勤務した。1968年に結婚したあとの1975年に彼はロッコ・キンニーチと共に地元であるパレルモへと戻ってきた。そして、その地において、自身の未完の仕事であった勢力を拡大中のシチリア・マフィアとの戦いが始まった。

### マフィアとの戦い
1980年、ボルセリーノは6つのマフィア・ファミリーの構成員を逮捕することを含む成果を挙げた。だが、同年、彼の仕事仲間であったカラビニエリ隊長エマヌエーレ・バジーレがマフィアにより暗殺された。この事件以後、ボルセリーノにも警護が付けられることとなった。
その様な事件があったが、彼は同じ治安判事のファルコーネとキンニーチらと共にマフィアについて、シチリアとイタリアでのマフィアの政治的経済的コネクションについての調査をし続けた。だが、1983年、キンニーチが彼の車に仕掛けられた爆弾により暗殺された。キンニーチの死後、ボルセリーノはアントニーノ・カポンネットによるアンチマフィア・プールに参加した。
1986年、ボルセリーノはマルサーラのプロクレの長官となり、彼の担当区域内であり、マフィアが多く潜む町トラーパニにおいてマフィアボス達への個人的な反マフィア運動を続けた。また、パレルモにいたファルコーネの協力もあり、彼はシチリア西部での調査活動を行うことができた。
1987年にカポンネットが病気により、アンチマフィア・プールのリーダーを辞任すると、ボルセリーノは指名されなかった友人のファルコーネに代わって、大抗議運動のリーダーを引き継いだ。

### 暗殺
1992年、5年間に渡るマフィアとの戦いの末、ボルセリーノは親友ファルコーネが暗殺されてから2ヶ月余り後の7月19日に、パレルモのヴィア・ダメリオにて自動車に仕掛けられた爆弾により死亡した（アメリオ通りの虐殺）。
この暗殺において、護衛していた警官ら5名（アゴスティノ・カタラーノ、ヴァルテル・コシーナ、エマヌエーラ・ロイ、ヴィンチェンツォ・リ・ムリ、クラウディオ・トライナ）が命を落とした。

## 死後
ボルセリーノとファルコーネ両判事は、反マフィア裁判での彼らの努力を評価されて、2006年11月13日、『タイム』誌の「過去60年間のヒーロー」に選ばれた。
彼は最後となったテレビ局の取材において、1992年5月21日、インタビュアーのジャン＝ピエール・モスカルドとファブリツィオ・カルヴィに、マフィアと裕福な実業家、例えば後に首相となったシルヴィオ・ベルルスコーニとマフィアとの繋がりの可能性について語った。
このインタビュー映像は、不可解なことにイタリア国内のテレビ局で放送されることはあまりなかった。
2007年現在までに、そのインタビュー映像はオリジナル版で50分のところを30分に編集されて、2000年に衛星チャンネルのRai News24においてたった一度だけしか放送されなかった。
シチリアのコルレオーネ・マフィアのボスである"トト"・リイナは、ボルセリーノとファルコーネ暗殺を含む多くの罪を犯した結果、終身刑に服していたが、2017年11月17日、獄中で病死した

## 公共施設に命名
今日、ボルセリーノは、1980年代から90年代にかけてマフィアの手により暗殺された治安判事の中で最も重要な人物の1人と考えられている。そして、彼は反マフィア運動を象徴するもののうちのひとつとして人々の記憶に残っている。
多くの学校及び公共施設は彼の名にちなんで名付けられた。また、パレルモ＝プンタ・ライシ空港は「ファルコーネ・ボルセリーノ国際空港」と名を変え、地元の彫刻家であるトンマーゾ・ジェラーチによる記念碑が建てられている。

## 家族
妹のリタ・ボルセリーノは2006年のシチリア知事選挙に中道左派で立候補、地域での予備選挙には勝利したが、現職のサルヴァトーレ・カッファーロに敗北した。